# Shodan (sito web)
Shodan è un motore di ricerca dedicato ai dispositivi collegati a internet. È chiamato anche il motore di ricerca del mondo dell'Internet delle cose perché permette di ottenere informazioni sui dispositivi connessi in rete (webcam, router, server, etc.) utilizzando diversi filtri.
Shodan colleziona principalmente dati su web server (HTTP/HTTPS - su porta 80, 8080, 443, 8443), FTP (porta 21), SSH (porta 22), Telnet (porta 23), SNMP (porta 161), IMAP (porta 143, 993), SMTP (porta 25), SIP (porta 5060) e RTSP (porta 554).
Creato da John Matherly, bioinformatico laureato all'Università di San Diego.

## Funzionamento
Shodan indicizza i dispositivi connessi a Internet, invece di siti e pagine web come fanno altri motori di ricerca tradizionali tipo Google Search o Bing, solo per citare i più famosi.

## Origine del nome
Il nome è ispirato a SHODAN, antagonista principale nel videogioco System Shock e nel suo sequel System Shock 2.